# Объединённое собрание движения за автономию Внутренней Монголии
Объединённое собрание движения за автономию Внутренней Монголии (кит. упр. 内蒙古自治运动联合会) — структура, объединившая различные правительства, возникшие во Внутренней Монголии после Второй мировой войны.
После того, как в конце Второй мировой войны в результате наступления советских и монгольских войск было уничтожено марионеточное государство Мэнцзян, в западной части Внутренней Монголии возникла Народная республика Внутренней Монголии, а на востоке образовалось Народное автономное правительство Восточной Монголии. Коммунистическая партия Китая направила этнического монгола Уланьфу для борьбы с сепаратистскими тенденциями и взятия ситуации под контроль. В ноябре 1945 года в Чжанцзякоу состоялось Объединённое собрание движения за автономию Внутренней Монголии, на которое съехалось 79 человек. Временное правительство Народной республики Внутренней Монголии самораспустилось, передав власть Собранию. Собрание избрало Исполнительный комитет из 25 человек, 11 из которых образовали Постоянный комитет. Главой Исполнительного и Постоянного комитета стал Уланьфу, также возглавивший и Военный отдел.
Представители собрания, разъехавшись на места, стали организовывать органы народной власти на всех уровнях. На сессии Собрания, прошедшей в марте-апреле 1946 года в Чэндэ, было принято решение о самороспуске Народного автономного правительства Восточной Монголии, структуры которого влились в органы власти Собрания.
23 апреля 1947 года на съезде в Ванъемяо было создано Автономное правительство Внутренней Монголии.